# Harpactea haymozi
Harpactea haymozi là một loài nhện trong họ Dysderidae.
Loài này thuộc chi Harpactea. Harpactea haymozi được miêu tả năm 1979 bởi Brignoli.